# Mary Higby Schweitzer
Mary Higby Schweitzer je americká paleontoložka a molekulární bioložka, jejímž domovským ústavem je Státní Univerzita Severní Karolíny. V současnosti spolupracuje především s Museum of the Rockies v Montaně.

## Vědecká kariéra
Schweitzerová se proslavila především spekulativními objevy červených krvinek a jiných „měkkých tkání“ ve fosilizovaných kostech tyranosaura zvaného B-rex (MOR 1125) i jiných svrchnokřídových dinosaurů, starých přes 66 milionů let. Pojem měkké tkáně však může být na první pohled zavádějící. Drtivá většina původnho organického materiálu byla totiž nahrazena minerálem. Při fosilizaci ale došlo k ojedinělému zachování mikroskopické struktury původních měkkých tkání.

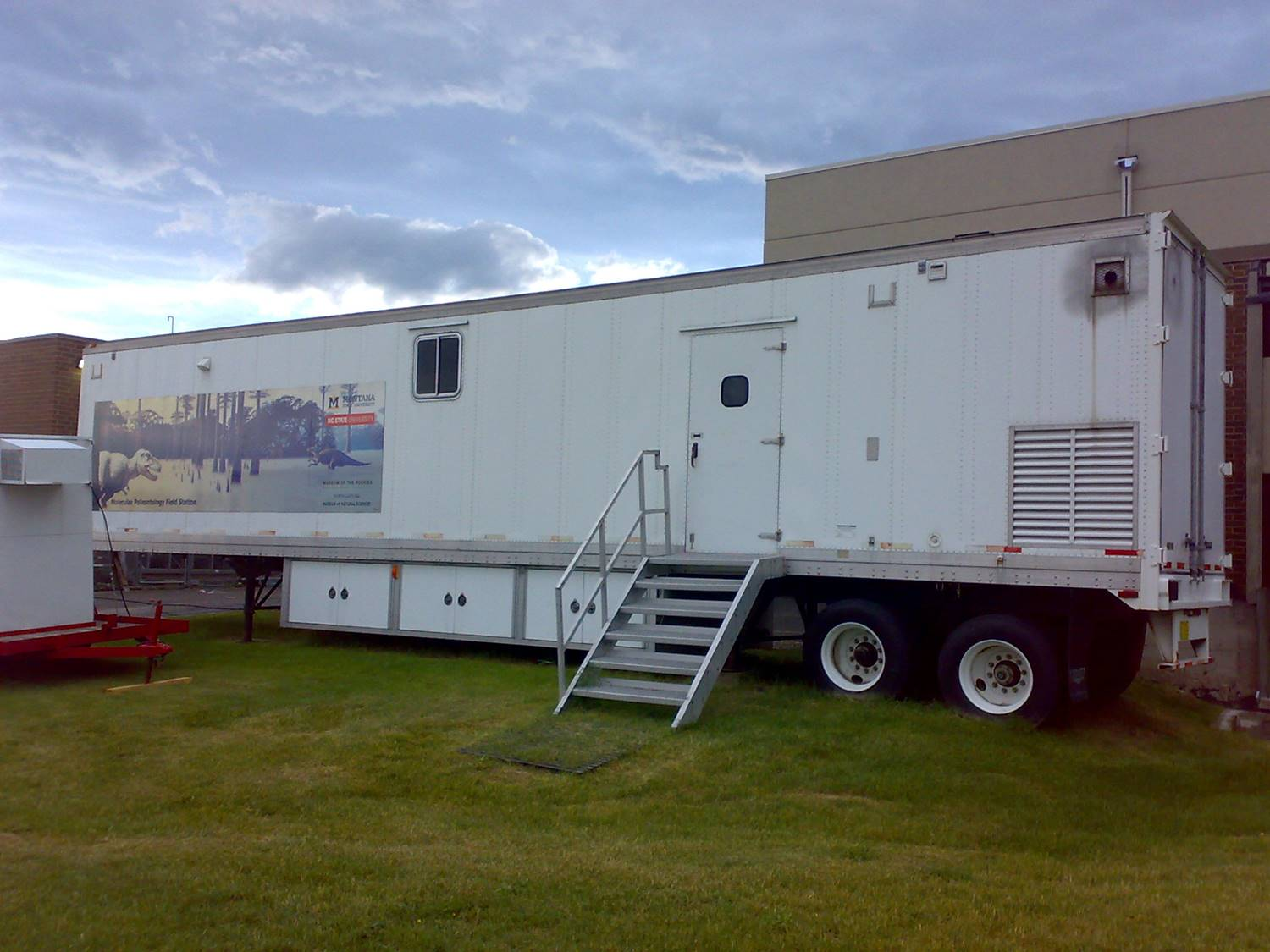
Pojízdná laboratoř Mary Higby Schweitzerové pro výzkum biomolekul ve fosiliích přímo v terénu. Museum of the Rockies, Bozeman (Montana)

Podrobným výzkumem zjistila, že jedinec tyranosaura, známý jako B-rex, byl za života ovulující samicí (vzhledem k medulární kosti, přítomné ve vzorku). Ta je pravděpodobně identifikovatelná na základě přítomnosti keratan sulfátu. Později dokonce objevila proteiny (kolagen, osteokalcin, hemoglobin), které mj. dokládají předpokládané spojení neptačích dinosaurů a ptáků. Dnes je její výzkum obvykle přijímán vědeckou veřejností, nejasnosti však přetrvávají ve vysvětlení mechanismu zachování biologických molekul v takto starých fosíliích. V roce 2011 možný mechanismus tohoto zachování (např. kolagenu) Schweizerová objevila. Objev peptidů a kolagenu ve vzorku stehenní kosti kachnozobého brachylofosaura byl znovu potvrzen novými metodami výzkumu v roce 2017.

### Kreacionismus mladé země
Objev Mary H. Schweitzer bývá často používán jako argument ve prospěch kreacionismu mladé země. Závěry její práce jsou prezentovány jako důkaz vyvracející datování v paleontologii. Schweitzer se proti těmto tvrzím ostře ohrazuje, neboť jsou závěry její práce zasádním způsobem překrucovány. Vysvětluje, že předmětem její práce není datování fosilie a že měkké tkáně vzorku byly mineralizované, a ne čerstvé, jak uvádí řada kreacionistů. Kvůli této skutečnosti jen zřídka poskytuje rozhovory. V roce 2017 v rozhovoru s youtuberem Paulem Ensem uvedla, že jí toto jednání unavuje a uráží. Dále uvádí, že je sama věřící, ale nikdy nepřipouští, aby její náboženská víra ovlivňovala její vědeckou činnost a postoj k vědě obecně.